# Fabio Capello
Fabio Capello (San Canzian d’Isonzo, 1946. június 18. –) olasz labdarúgó, később edző. 2007 decemberétől 2012 elejéig az angol labdarúgó-válogatott szövetségi kapitánya volt. Himesházán született édesapja révén részben magyarországi származású.

## Játékos-pályafutása
Fabio Capello az 1970-es években a Juventus játékosa volt, és 32 alkalommal az olasz válogatottban is játszott, összesen 8 gólt szerzett. A Squadra Azzura-val ott volt az 1974-es világbajnokságon Németországban, igaz ott hamar kiesett a lengyelek és az argentinok mögött (a csoportkör három mérkőzésén játszott; a lengyelek ellen a 85. percben szépítő gólt szerzett).

## Edzői múltja
Fabio Capello edzői pályafutása az AC Milan kispadján (1991-1996) nagyszerűen kezdődött: 4 olasz bajnoki cím mellett megnyerte a Bajnokok Ligáját is 
(AC Milan–Barcelona 4-0). 1996-ban Spanyolországba, Madridba ment, ahol csak egy évet maradt, de a spanyol bajnoki címet sikerült megszereznie. 1997-98 között egy felejthető évet töltött az AC Milan kispadján, 1999-től viszont újra nagy sikereket ért el az AS Roma csapatával: 2001-ben olasz bajnok és szuperkupa győztes lett. 2004-től a Juventus edzője volt. Torinóban 2 bajnoki címet is ünnepelhetett, igaz nem sokáig, hisz az Olasz Labdarúgó-szövetség ezt a két címet elvette az észak-olasz alakulattól. 2006-ban visszatért Spanyolországba, a királyi gárdához, ahol egy botrányoktól sem mentes év után sikerült megszerezni második spanyol bajnoki címét, 10 évvel az előző után. Érdekesség, hogy Capello személyisége rendkívüli mértékben megosztja az emberek véleményét. Ancelotti az önéletrajzi könyvében azt írta róla: „Capello kedvenc időtöltése az volt, hogy összeugrasztotta a saját játékosait, és gyakran megvendégelte a sajtó munkatársait saját jobb megítélése érdekében.”

## Szövetségi kapitányként
2008-ban kinevezték az angol válogatott szövetségi kapitányává. A háromoroszlános csapat nem jutott ki az osztrák-svájci közös rendezésű EB-re, így Capello érkezésétől a válogatott megújítását várták. Kinevezésekor így nyilatkozott:
„Óriási kihívás lesz, és biztosan nagy nyomás fog rám nehezedni, hiszen Angliában a futball valóságos vallás. De állok elébe a feladatnak. Száz százalékot várok majd el a játékosaimtól, azt akarom, hogy tűzbe tegyék egymásért a kezüket. Meg kell tanítani nyerni ezeket a futballistákat, a hozzáállás nagyon fontos tényező. Meg akarom nyerni a 2010-es világbajnokságot az angol válogatottal. Ha nem így gondolkoznék nem vállaltam volna el a kapitányi posztot, hanem továbbra is golffal ütném el az időt.”
2012 februárjában lemondott a posztjáról.
2012 és 2015 között az orosz válogatott szövetségi kapitányaként dolgozott. Évi 6,7 millió fontos fizetésével a brazíliai vb legjobban fizetett edzője volt.[forrás?]

## Visszavonulása
Utolsóként klubedzői állást vállalt Kínában. Innen 2018 márciusában távozott, és nem sokkal később bejelentette, hogy végleg felhagy az edzősködéssel.
„Mindent elértem, elégedett vagyok, és most már azt élvezem, hogy szakértőként dolgozom, hisz ezzel a szereppel mindig csak nyerni lehet”.

## Játékos statisztikái

### Válogatottban
| Olaszország | Olaszország | Olaszország |
| Év          | Mérk.       | Gól         |
| ----------- | ----------- | ----------- |
| 1972        | 6           | 1           |
| 1973        | 8           | 3           |
| 1974        | 6           | 1           |
| 1975        | 4           | 1           |
| 1976        | 8           | 2           |
| összesen    | 32          | 8           |

#### Mérkőzései a válogatottban
| Fabio Capello mérkőzései az Olaszország válogatottban | Fabio Capello mérkőzései az Olaszország válogatottban | Fabio Capello mérkőzései az Olaszország válogatottban | Fabio Capello mérkőzései az Olaszország válogatottban | Fabio Capello mérkőzései az Olaszország válogatottban | Fabio Capello mérkőzései az Olaszország válogatottban | Fabio Capello mérkőzései az Olaszország válogatottban |
| #                                                     | Dátum                                                 | Helyszín                                              | Házigazda                                             | Eredmény                                              | Vendég                                                | Verseny                                               |
| ----------------------------------------------------- | ----------------------------------------------------- | ----------------------------------------------------- | ----------------------------------------------------- | ----------------------------------------------------- | ----------------------------------------------------- | ----------------------------------------------------- |
| 1                                                     | 1972. május 13.                                       | Brüsszel, Belgium                                     | Belgium                                               | 2−1                                                   | Olaszország                                           | 1972-es Európa-bajnokság-selejtező                    |
| 2                                                     | 1972. június 17.                                      | Bukarest, Románia                                     | Románia                                               | 3−3                                                   | Olaszország                                           | Barátságos mérkőzés                                   |
| 3                                                     | 1972. június 21.                                      | Szófia, Bulgária                                      | Bulgária                                              | 1−1                                                   | Olaszország                                           | Barátságos mérkőzés                                   |
| 4                                                     | 1972. szeptember 20.                                  | Torino, Olaszország                                   | Olaszország                                           | 3−1                                                   | Jugoszlávia                                           | Barátságos mérkőzés                                   |
| 5                                                     | 1972. október 10.                                     | Luxembourg, Luxemburg                                 | Luxemburg                                             | 0−4                                                   | Olaszország                                           | 1974-es világbajnokság-selejtező                      |
| 6                                                     | 1972. október 21.                                     | Bern, Svájc                                           | Svájc                                                 | 0−0                                                   | Olaszország                                           | 1974-es világbajnokság-selejtező                      |
| 7                                                     | 1973. január 13.                                      | Nápoly, Olaszország                                   | Olaszország                                           | 0−0                                                   | Törökország                                           | 1974-es világbajnokság-selejtező                      |
| 8                                                     | 1973. február 25.                                     | Isztambul, Törökország                                | Törökország                                           | 0−1                                                   | Olaszország                                           | 1974-es világbajnokság-selejtező                      |
| 9                                                     | 1973. március 31.                                     | Genova, Olaszország                                   | Olaszország                                           | 5−0                                                   | Luxemburg                                             | 1974-es világbajnokság-selejtező                      |
| 10                                                    | 1973. június 9.                                       | Róma, Olaszország                                     | Olaszország                                           | 2−0                                                   | Brazília                                              | Barátságos mérkőzés                                   |
| 11                                                    | 1973. június 14.                                      | Torino, Olaszország                                   | Olaszország                                           | 2−0                                                   | Anglia                                                | Barátságos mérkőzés                                   |
| 12                                                    | 1973. szeptember 29.                                  | Milánó, Olaszország                                   | Olaszország                                           | 2−0                                                   | Svédország                                            | Barátságos mérkőzés                                   |
| 13                                                    | 1973. október 10.                                     | Róma, Olaszország                                     | Olaszország                                           | 2−0                                                   | Svájc                                                 | 1974-es világbajnokság-selejtező                      |
| 14                                                    | 1973. november 14.                                    | London, Anglia                                        | Anglia                                                | 0−1                                                   | Olaszország                                           | Barátságos mérkőzés                                   |
| 15                                                    | 1974. február 26.                                     | Róma, Olaszország                                     | Olaszország                                           | 0−0                                                   | NSZK                                                  | Barátságos mérkőzés                                   |
| 16                                                    | 1974. június 8.                                       | Bécs, Ausztria                                        | Ausztria                                              | 0−0                                                   | Olaszország                                           | Barátságos mérkőzés                                   |
| 17                                                    | 1974. június 15.                                      | München, Németország                                  | Olaszország                                           | 3−1                                                   | Haiti                                                 | 1974-es világbajnokság                                |
| 18                                                    | 1974. június 19.                                      | Stuttgart, Németország                                | Olaszország                                           | 1−1                                                   | Argentína                                             | 1974-es világbajnokság                                |
| 19                                                    | 1974. június 23.                                      | Stuttgart, Németország                                | Lengyelország                                         | 2−1                                                   | Olaszország                                           | 1974-es világbajnokság                                |
| 20                                                    | 1974. szeptember 28.                                  | Zágráb, Horvátország                                  | Jugoszlávia                                           | 1−0                                                   | Olaszország                                           | Barátságos mérkőzés                                   |
| 21                                                    | 1975. június 5.                                       | Helsinki, Finnország                                  | Finnország                                            | 0−1                                                   | Olaszország                                           | 1976-os Európa-bajnokság-selejtező                    |
| 22                                                    | 1975. június 8.                                       | Moszkva, Szovjetunió                                  | Szovjetunió                                           | 1−0                                                   | Olaszország                                           | Barátságos mérkőzés                                   |
| 23                                                    | 1975. november 22.                                    | Róma, Olaszország                                     | Olaszország                                           | 1−0                                                   | Hollandia                                             | 1976-os Európa-bajnokság-selejtező                    |
| 24                                                    | 1975. december 30.                                    | Firenze, Olaszország                                  | Olaszország                                           | 3−2                                                   | Görögország                                           | Barátságos mérkőzés                                   |
| 25                                                    | 1976. május 23.                                       | Washington, Egyesült Államok                          | Egyesült Államok                                      | 0−4                                                   | Olaszország                                           | 1976-os amerikai kupa                                 |
| 26                                                    | 1976. május 28.                                       | New York, Egyesült Államok                            | Anglia                                                | 3−2                                                   | Olaszország                                           | 1976-os amerikai kupa                                 |
| 27                                                    | 1976. május 31.                                       | New Haven, Egyesült Államok                           | Brazília                                              | 4−1                                                   | Olaszország                                           | 1976-os amerikai kupa                                 |
| 28                                                    | 1976. szeptember 22.                                  | Koppenhága, Dánia                                     | Dánia                                                 | 0−1                                                   | Olaszország                                           | Barátságos mérkőzés                                   |
| 29                                                    | 1976. szeptember 25.                                  | Róma, Olaszország                                     | Olaszország                                           | 3−0                                                   | Jugoszlávia                                           | Barátságos mérkőzés                                   |
| 30                                                    | 1976. október 16.                                     | Luxembourg, Luxemburg                                 | Luxemburg                                             | 1−4                                                   | Olaszország                                           | 1978-as világbajnokság-selejtező                      |
| 31                                                    | 1976. november 17.                                    | Róma, Olaszország                                     | Olaszország                                           | 2−0                                                   | Anglia                                                | 1978-as világbajnokság-selejtező                      |
| 32                                                    | 1976. december 22.                                    | Lisszabon, Portugália                                 | Portugália                                            | 2−1                                                   | Olaszország                                           | Barátságos mérkőzés                                   |

## Edzői statisztikái
2018. március 14-én lett frissítve.
| Csapat            | Nemzet   | –tól               | –ig               | Mérleg     | Mérleg | Mérleg | Mérleg | Mérleg | Mérleg |
| M                 | GY       | D                  | V                 | Győzelem % |        |        |        |        |        |
| ----------------- | -------- | ------------------ | ----------------- | ---------- | ------ | ------ | ------ | ------ | ------ |
| Milan             | olasz    | 1991. július 1.    | 1996. május 31.   | 249        | 142    | 77     | 30     | 57.03  |        |
| Real Madrid       | spanyol  | 1996. július 1.    | 1997. május 31.   | 48         | 31     | 12     | 5      | 64.58  |        |
| Milan             | olasz    | 1997. július 1.    | 1998. május 31.   | 44         | 16     | 14     | 14     | 36.36  |        |
| Roma              | olasz    | 1999. július 1.    | 2004. május 31.   | 241        | 118    | 73     | 50     | 48.96  |        |
| Juventus          | olasz    | 2004. július 1.    | 2006. július 9.   | 105        | 68     | 24     | 13     | 64.76  |        |
| Real Madrid       | spanyol  | 2006. július 6.    | 2007. június 28.  | 50         | 28     | 12     | 10     | 56     |        |
| Anglia            | angol    | 2007. december 14. | 2012. február 8.  | 42         | 28     | 8      | 6      | 66.67  |        |
| Oroszország       | orosz    | 2012. július 13.   | 2015. július 14.  | 32         | 17     | 10     | 5      | 53.13  |        |
| Csiangszu Szuning | Kína     | 2017. június 11.   | 2018. március 14. | 23         | 8      | 7      | 8      | 34.78  |        |
| összesen          | összesen | összesen           | összesen          | 841        | 459    | 240    | 142    | 54.58  |        |